# Мавританський замок

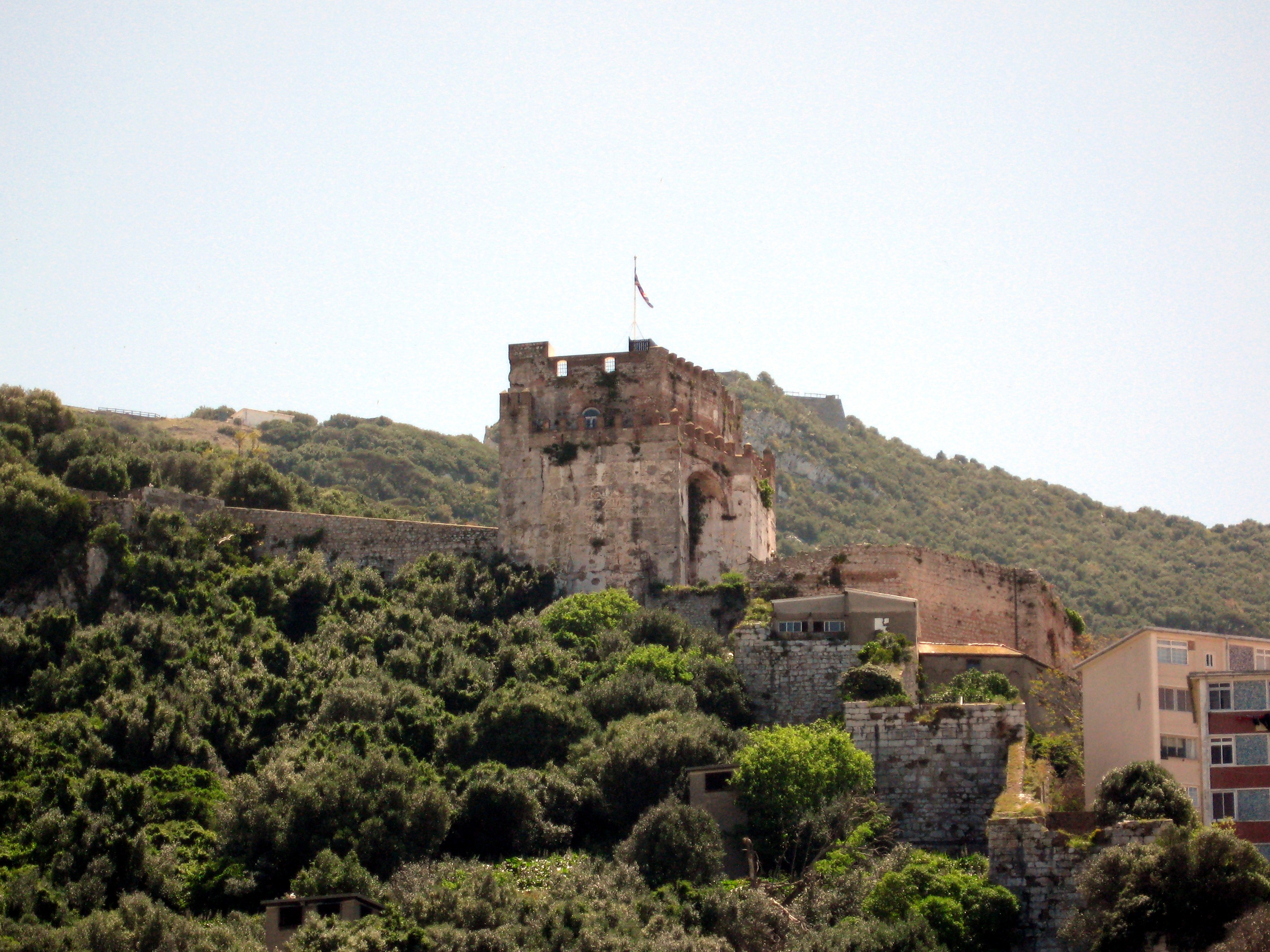

Мавританський замок — середньовічне укріплення, що здіймається в Гібралтарі.

## Історія
Спорудження Мавританського Замку в Гібралтарі було розпочато у VIII сторіччі нашої ери (імовірно в 711), однак немає жодного запису про те, коли будівництво було завершено. Його стіни оточують значну територію від вершини гори Гібралтар до узбережжя.
Видима частина замку зараз представлена високою вежею, котру називають Вежею Поваги; зубчастими стінами, що спускаються терасами; а також масивним Домом Воріт з його куполоподібним дахом.
Башта Поваги — найвища вежа ісламського періоду на Іберійському півострові.
Сам замок зіграв видатну роль в Арабському завоюванні Іберійського півострова, внаслідок якого понад 7 століть більша частина Іберійського півострова перебувала під арабським впливом.
Справжня Вежа Поваги і більшість того, що можна сьогодні побачити в замку, були реконструйовані протягом другого Мавританського періоду на початку XIV століття, після Мавританської окупації, і подальшої нетривалої реокупації Іспанією (з 1309 до 1333).